# ナナ・ディッツェル
ナナ・ディッツェル（Nanna Ditzel、1923年10月6日 - 2005年6月17日）は、デンマーク・コペンハーゲン出身の女性家具デザイナー、宝飾デザイナー。
1946年に工芸美術学校（The School of Arts and Crafts）を卒業後、夫のヨルゲン・ディッツェル（Jørgen Ditzel、1921 - 1961）と共に事務所を設立した。

## 受賞
- 1956年　ルニングプライズ （第6回、夫婦で受賞）[2]
- 1960年　ミラノ・トリエンナーレ金賞 （対象はジョージ・ジェンセン社のジュエリー）[2]